# نوكيا XL
نوكيا XL (بالإنجليزية: Nokia XL)‏ هو هاتف ذكي من نوكيا يعمل بنظام أندرويد، تم طرحه في الأسواق في 24 فبراير 2014.

## الخصائص
- نظام التشغيل: أندرويد
- الوزن: 190 غ (6.7 أونصة)
- المعالج: 1.0 جيجا هرتز
- الذاكرة: 768 ميجابايت رام
- التخزين: 4 جيجابايت

## وصلات خارجية
- الموقع الإلكتروني